# Quilômetro 101
Quilômetro 101 (em russo: 101-й километр, sto pervyy kilometr) é o nome coloquial da lei que restringia a Liberdade de circulação na União Soviética.
Durante a maior parte da era soviética, os criminosos e outras pessoas consideradas indesejáveis, incluindo os supostamente reabilitados presos políticos que regressavam das Gulags, foram muitas vezes banidos para além de 101 km (63 milhas) de centros urbanos como Moscou. Este afastamento era destinado, em parte, a manter os elementos indesejáveis a distância dos estrangeiros, que geralmente eram restritos a áreas dentro de 25 quilômetros (16 milhas) do centro da cidade.
O direito de se mover livremente no país, após a libertação de uma prisão, era restrito por um longo período. Em vez de documentos regulares, os presos receberiam um substituto temporário, um " bilhete de lobo "(russo: волчий билет, volchij bilet), confinando-os ao exílio interno, sem o direito de se aproximar mais de 100 km (62 milhas) dos grandes centros urbanos, onde lhe era recusada a autorização de residência (" propiska ").
Isso resultou em muitas comunidades residenciais a 101 km de distância das cidade terem invulgarmente grandes populações de ex-detentos.
Na Rússia moderna, as restrições foram abolidas e a expressão é usada em um contexto semelhante ao de "boondocks", o fosso cultural que ainda existe na Rússia em algum grau.